# NGC 7278
NGC 7278 (również PGC 68940) – galaktyka spiralna z poprzeczką (SBc), znajdująca się w gwiazdozbiorze Tukana. Odkrył ją John Herschel 11 sierpnia 1836 roku.